# Mbende-Jerusarema
Au Zimbabwe, le Mbende-Jerusarema désigne une danse acrobatique traditionnelle. Populaire, elle est pratiquée par l'ethnie Zezuru Shona, qui vit dans l'est du pays. Cette danse est à la fois rituelle, festive ou commémorative et divertissante. Dansée de nos jours lors des mariages, elle servit sûrement à faire diversion lors des guerres, il est communément admis que c'était une danse belliqueuse. Elle intègre la liste représentative du patrimoine culturel immatériel de l'humanité en 2008. 

## Description
Le Mbende Jerusarema est pratiqué par les hommes comme les femmes. Jugé trop sensuel par les missionnaires, il est mal perçu d'eux. Il se danse accompagné d'un percussionniste en chef et d'autres personnes tapant des mains et jouant de la crécelle, tous portent des costumes traditionnels. Cette danse peut être interprétée comme l'imitation de la souris (mbende signifiant souris ou taupe), comme symbole de fertilité, de rapidité, de sexualité et de famille. Il s'agit aussi d'imiter la souris en la caricaturant. Les hommes peuvent frapper le sol de la jambe droite, comme une taupe creusant le sol. Les pratiquants sont des membres de l'ethnie Zezuru Shona, qui habite dans les districts de Murewa et d’Uzumba-Maramba-Pfungwe. La musique ne compte pas de paroles. 

## Mesures de préservation
Le Mbende Jerusarema souffre de son trop grand érotisme qui conduit à mal l'interpréter, notamment par l'Eglise chrétienne qui craint une menace pour l'arrivée de nouveaux fidèles. Elle fut réinterprétée pour paraître plus acceptable, notamment par les autorités post-coloniales. Le nom chrétien du Mbende, Jerusarema, est issue de la ville de Jérusalem. Tantôt associée à la sexualité, tantôt à la guerre (elle fut peut-être une diversion pendant des combats), elle dispose d'une origine incertaine. Les missionnaires l'interdirent avec l'aide d'indigènes, jugeant cette danse indécente et pleine de luxure. Elle fut donc prohibée dans les années 1910. En 2005, puis en 2008, cette danse intègre la liste représentative du patrimoine culturel immatériel de l'humanité. Douglas Vembe, un percussionniste en chef, contribue à cette inscription. 
D'après le descriptif officiel de l'UNESCO, cette danse est un symbole de lutte contre le colonialisme. Cependant, en dépit de sa popularité, elle connaît un déclin : exécutée comme attraction exotique pour touristes ou dans des réunions politiques, parfois accompagnée d'instruments de mauvaise qualité, elle perd de son sens. 

## Artisanat lié à la pratique

### Costumes
Traditionnellement en peau d'animal, les costumes sont de nos jours un mélange de peau d'animal et de textile. Les animaux dont la peau est portée comme vêtement sont le plus souvent sauvages. 

### Instruments de musique
Les instruments accompagnant la danse sont construits pour leur beauté acoustique et visuelle. Le tambour, mutumba, provient de l'arbre mutiti ou mutsvanzwa. Chaque chef doit conserver de tels tambours, qui sont utilisés à la demande des villageois. Leur rôle est ainsi de protéger la tradition.